# 4070 Rozov
4070 Rozov eller 1980 RS2 är en asteroid i huvudbältet som upptäcktes den 8 september 1980 av den sovjetisk-ryska astronomen Ljudmila Zjuravljova vid Krims astrofysiska observatorium på Krim. Den är uppkallad efter Victor S. Rozov.
Asteroiden har en diameter på ungefär 5 kilometer och den tillhör asteroidgruppen Flora.